# 徐達
| 姓名         | 徐達 |
| 画像         | Xu_Da.jpg |
| 時代         | 元時代 - 明時代 |
| 生没年       | 至順3年（1332年） - 洪武18年（1385年） |
| 字・別名     | 天徳（字） |
| 本貫・出身地 | 鍾離（安徽省鳳陽県） |
| 職官         | 淮興翼統軍元帥→僉枢密院事→奉国上将軍、同知枢密院事 →中書右丞→左相国→大将軍→征虜大将軍 →右丞相、太子少傅 →特進光禄大夫、左柱国、太傅、中書右丞相参軍国事 |
| 爵位         | 信国公（明）→魏国公（明）→中山王（明） |
| 諡号         | 武寧 |
| 陣営・所属   | 朱元璋 |
| 家族・一族   | 子:徐輝祖、徐皇后 |

徐 達（じょ たつ、至順3年（1332年） - 洪武18年2月27日（1385年4月7日））は、明初の将軍。字は天徳。娘の徐皇后は永楽帝の皇后（仁宗洪熙帝、漢王朱高煦、趙王朱高燧の生母）である。朱元璋の旗揚げ時から協力し、元を追って明王朝を立てるのに大きな功を挙げた。

## 生涯
濠州鍾離の農民出身で、同郷の朱元璋とは古くからの親友であったといわれる。1353年以降、朱元璋と行動を共にして紅巾軍に参加し、朱元璋が台頭してくる中で側近として活躍し、1364年に朱元璋が呉王となると、徐達もそれまでの数々の功績を賞されて大将軍・左相国に任命された。
徐達は軍人としての才能に優れ、軍閥の張士誠との戦いや山東の平定に功績を挙げて征虜大将軍に昇進。朱元璋による江南の平定がなり、明が建国された1368年には元朝の支配下に残された華北を奪取し中国の統一を回復すべく派遣された北伐軍を率いて北上し、河南の元朝側の軍閥ココ・テムルを破り、元の皇帝トゴン・テムルを北に追いやって大都を占領、中国からモンゴルの勢力を駆逐した。徐達はこの功績をもって明の太祖となった朱元璋から創業第一の功臣と賞され、右丞相、魏公に任命された。
その後も元との戦いに活躍するが、功績を立てすぎたことから、皇帝となって疑心暗鬼となった朱元璋に次第に疎まれるようになっていた。徐達は、軍紀には厳粛で冷静沈着、第一の功臣となっても驕ることがほとんどなかったため、軍内においてその人望は非常に高かったという。54歳で病没した。
彼の死はその有能さと名望を朱元璋に恐れられて毒殺された説もあると伝わる。一説によれば、徐達が背中の腫れ物により病の床にあった時、洪武帝から見舞いとして送られてきたのは蒸したガチョウであった。ガチョウは当時腫れ物には厳禁の食べ物とされており、遠回しに死ねと言われていると解釈した徐達は泣きながらガチョウを食べて数日後に死んだとされている。
子の徐輝祖が魏公を継いだが、靖難の変で建文帝側に付いたため、乱後に蟄居を命じられ、不遇のうちに没した。
朱元璋時代の明の都、南京にある徐達の邸宅は「瞻園・太平天国歴史博物館」として現存している。